# Sturmgeschütz-Brigade 311
De Sturmgeschütz-Abteilung 311 / Sturmgeschütz-Brigade 311 / Heeres-Sturmgeschütz-Brigade 311 / Heeres-Sturmartillerie-Brigade 311 was tijdens de Tweede Wereldoorlog een Duitse Sturmgeschütz-eenheid van de Wehrmacht ter grootte van een afdeling, uitgerust met gemechaniseerd geschut. Deze eenheid was een zogenaamde Heerestruppe, d.w.z. niet direct toegewezen aan een divisie, maar ressorterend onder een hoger commando, zoals een legerkorps of leger.
Deze Sturmgeschütz-eenheid kwam in actie aan het oostfront gedurende zijn hele bestaan en eindigde de oorlog in Tschechië.

## Krijgsgeschiedenis

### Sturmgeschütz-Abteilung 311
Sturmgeschütz-Abteilung 311 werd opgericht in Schweinfurt op 3 november 1943. Daarna werd de Abteilung naar Tours, gebracht voor training.
Op 14 februari 1944 werd de Abteilung in Tours omgedoopt in Sturmgeschütz-Brigade 311.

### Sturmgeschütz-Brigade 311
De omdoping in Sturmgeschütz-Brigade betekende echter geen organisatorische verandering, de samenstelling bleef gelijk. Op 5 maart 1944 werd de brigade gealarmeerd voor transport naar het oostfront. Aangezien de brigade over slechts negen StuH’s beschikte, ging het transport langs Altengrabow om de resterende Sturmgeschützen op te pikken. Op 14 maart arriveerde de brigade bij Zloczow, westelijk van Tarnopol. Daarna volgde inzet langs de weg Tarnopol - Zjytomyr. Binnen een week was de brigade al vrijwel volledig opgebruikt. De Duitse troepen ten oosten van Tarnopol werden door de Sovjets ingesloten. Samengebald tot "Kampfgruppe Künsberg" konden de resten van de brigade naar de 7e Pantserdivisie doorbreken, maar had intussen al zijn Sturmgeschützen verloren en slechts 15 man gevechtspersoneel vonden aansluiting. Deze resten wachtten bij Satanov op het arriveren van het uitbrekende (uit de “Hube”-pocket)  1e Pantserleger en samen bereikten ze de Duitse linies bij Berezhany. Daar werd de brigade ook weer herbouwd.
Op 10 juni 1944 werd de brigade omgedoopt in Heeres-Sturmgeschütz-Brigade 311.

### Heeres-Sturmgeschütz-Brigade 311
Bij het begin van het Sovjet zomeroffensief in juli 1944 werd de brigade eerst noordelijke en daarna zuidelijk van de weg Lemberg - Tarnopol ingezet en leed weer zware verliezen. Na de Sovjet doorbraak bij Brody week de brigade over de Karpaten naar Hongarije uit en werd vandaar per spoor naar Wieliczka bij Krakau gebracht en opgefrist. Daarna volgde inzet bij Łysa Góra en aan de Dukla-pas. Begin september vocht de brigade op de weg Nowy Żmigród – Dukla. Na het begin van het Sovjet winteroffensief op 12 januari 1945 uit het Baranówbruggenhoofd brekend, moest de brigade zich ook terugtrekken. Per spoor werd de brigade vervolgens naar Opper-Silezië gebracht en ingezet bij Ratibor, bij de Zobten, bij Breslau en Neiße. Later ook bij Bad Ziegehals en Bautzen
Na toevoeging van een Begleit-Grenadier-Batterie werd de brigade op 3 april 1945 omgedoopt in Heeres-Sturmartillerie-Brigade 311.

### Heeres-Sturmartillerie-Brigade 311
Begin mei 1945 stond de brigade in gevechten noordelijk van Dresden met het Parachutisten-Pantserkorps Hermann Göring. Daar kreeg de brigade opdracht per spoor naar Ölmutz te verplaatsen, maar werd al in Rengersdorf uitgeladen.

### Einde
De Heeres-Sturmartillerie-Brigade 311 hoorde op 8 mei 1945 bij Rengersdorf van de Duitse capitulatie. Velen probeerden nog naar het westen te vluchten, maar de meesten werden door de Sovjets krijgsgevangen gemaakt.

## Samenstelling
- Staf
- 1e Batterij
- 2e Batterij
- 3e Batterij
- Begleit-Grenadier-Batterie, ofwel een compagnie begeleidingssoldaten, vanaf 3 april 1945

## Commandanten
| Rang      | Naam                    | Begin             | Eind              |
| --------- | ----------------------- | ----------------- | ----------------- |
| Hauptmann | Karl Ludwig von Schönau | 9 november 1943   | juli 1944         |
| Hauptmann | Haneds Magold           | 26 juli 1944      | 15 september 1944 |
| Hauptmann | Wolfgang Tenner         | 25 september 1944 |                   |

Hauptmann Magold raakte zwaar gewond bij Nowy Żmigród.